# أليشا نيومان
أليشا نيومان (من مواليد 29 يونيو 1994) لاعبة أولمبية كندية المتخصصة في قفز بالزانة. هي البطل السائد لألعاب الكومنولث في قبو النساء للسباق بعد ألعاب 2018 في جولد كوست ، حيث سجلت رقما قياسيا جديدا في الألعاب يبلغ 4.75 م.

## روابط خارجية
- أليشا نيومان على موقع الاتحاد الدولي لألعاب القوى (الإنجليزية)
- أليشا نيومان على موقع الاتحاد الكندي لألعاب القوى (الإنجليزية)
- أليشا نيومان على موقع الاتحاد الكندي لألعاب القوى (الإنجليزية)
- أليشا نيومان على موقع الدوري الماسي (الإنجليزية)
- أليشا نيومان على موقع TFRRS.org (الإنجليزية)
- أليشا نيومان على موقع TFRRS.org (الإنجليزية)
- أليشا نيومان على موقع اللجنة الأولمبية الدولية (الإنجليزية)
- أليشا نيومان على موقع أوليمبيديا (الإنجليزية)
- أليشا نيومان على موقع اللجنة الأولمبية الكندية (الإنجليزية)
- أليشا نيومان على موقع اتحاد ألعاب الكومنولث (مؤرشف) (الإنجليزية)